# 未央宫
未央宫，位于中华人民共和国陕西省西安市未央区，是汉长安城的主要宫殿之一。该宫始建于汉高帝七年（前200年），建成于汉高帝九年（前198年）。未央宫平面呈长方形，共分前殿、椒房殿、中央官署、少府、沧池等主要建筑，宫墙四周开有正门和掖门，宫墙四角建有角楼。西汉末年，未央宫一度被焚毁，东汉时得以重修。东汉灭亡之后，未央宫虽然得以继续使用，但经历朝改建，已失去原貌。唐朝时，未央宫原址上修建了新的建筑，晚唐时被彻底荒废。1961年，未央宫遗址作为汉长安宫遗址的一部分入列全国重点文物保护单位。20世纪80年代起，未央宫的几个重要遗址被发掘，从中出土了大量文物。2012年，未央宫原址上的数个村庄被搬迁安置，未央宫得以作为遗址公园对外开放。

## 历史
未央宫由丞相萧何主持修造，始建于汉高帝七年（前200年）二月，汉高祖九年（前198年）十月建成。未央宫建成之后，成为汉高帝乃至西汉所有皇帝的正式皇宫:47。新莽末年，未央宫在更始帝軍隊進攻王莽時被焚毁。东汉光武帝曾下诏修缮包括未央宫在内的汉长安城宫室。初平元年（190年），董卓胁迫汉献帝迁都长安时，即以未央宫作为皇宫。后赵建武十一年（345年），共计16万名民工重修未央宫:47-48。此后前秦、后秦、西魏、北周均以未央宫为皇宫，但其中的建筑已经被重改到面目全非。唐朝在未央宫原址上修建了新的建筑，这些建筑在晚唐时期被彻底荒废。
中华人民共和国成立后，1961年，未央宫作为汉长安城遗址的一部分被列为全国重点文物保护单位:357-359。社会科学院考古研究所对未央宫展开了一系列的考古发掘工作。1983年，椒房殿遗址被发掘。1986至1987年，官署遗址被发掘。1987至1988年，少府遗址得以发掘。1988至1989年，未央宫西南角楼遗址得以发掘。2012年起，原居住于未央宫遗址区的9个村、1.5万人和1000余户企业得以妥善搬迁安置。2013年，未央宫遗址保护展示区对公众免费开放，主要遗址包括前殿、椒房殿、石渠阁、天禄阁和直城门（即西宫墙正门）。2014年，汉长安城未央宫遗址被列入世界文化遗产“丝绸之路：长安-天山廊道的路网”中。2017年，未央宫遗址公园入选国家考古遗址公园。

## 整体布局

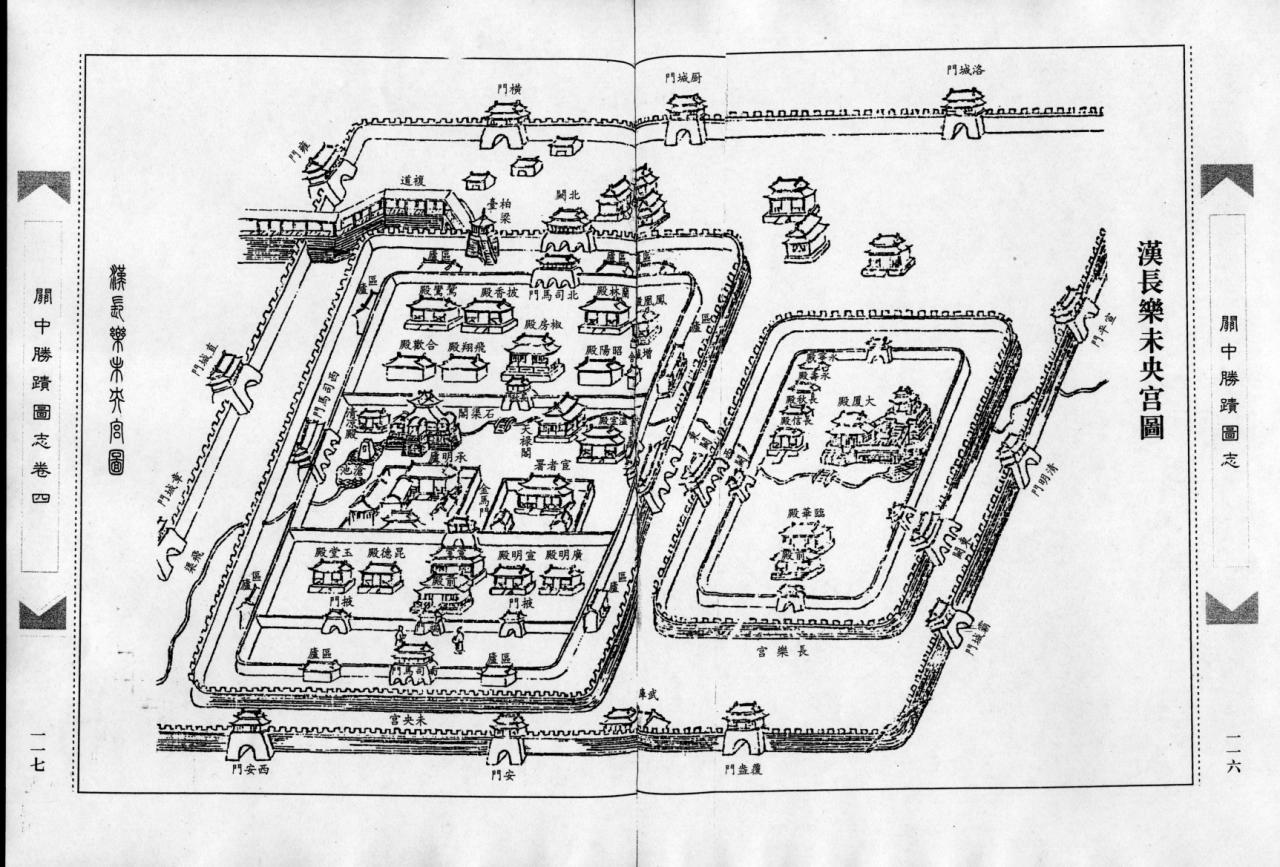
清朝毕沅所绘的汉长乐未央宫图，与考古发掘结果存在较大出入

未央宫位于汉长安城内的西南角，经考古发掘所得宫墙周长8,800米，是中国古代规模最大的一座皇宫。其平面近似正方形，边长为2,150-2,250米，总面积5平方公里。未央宫四面各开一座宫门，即司马门。每扇司马门均有一条通向未央宫的前殿的路，以供皇室贵族和文武百官使用。其中西门和南门很少使用，东门和北门均修建有高大的门阙，即东阙和北阙，现已无任何遗迹。此外，未央宫宫墙还建有十余座掖门，以供皇室贵族和文武百官之外的人使用。宫墙的四个墙角各建有一座曲尺形的角楼。未央宫在西汉鼎盛时期，其内的主体建筑为中央的前殿，前殿北侧有椒房殿和掖庭，即后宫建筑；后宫建筑北侧有天禄阁、石渠阁和承明庐等建筑，后宫建筑西侧有织室、尚方等皇宫作坊，以及官署、少府等建筑。未央宫东部有曲台殿、鸳鸾殿、凤皇殿等宫殿，西部则有玉台、昆德、白虎殿等宫殿建筑。前殿南侧修凿有沧池，沧池中央还有一座垒土而成的渐台。

## 已清理遗址

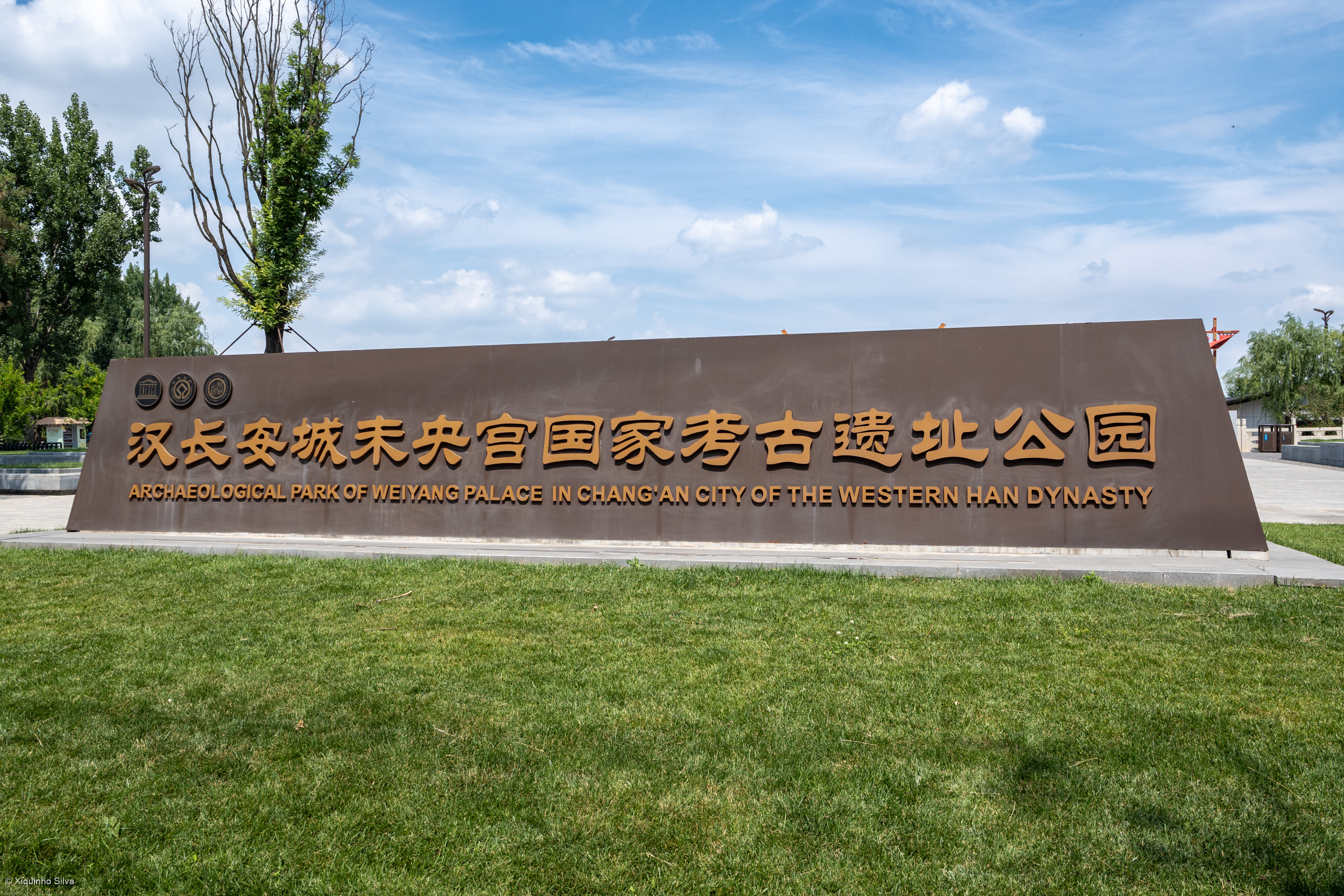
未央宫遗址公园

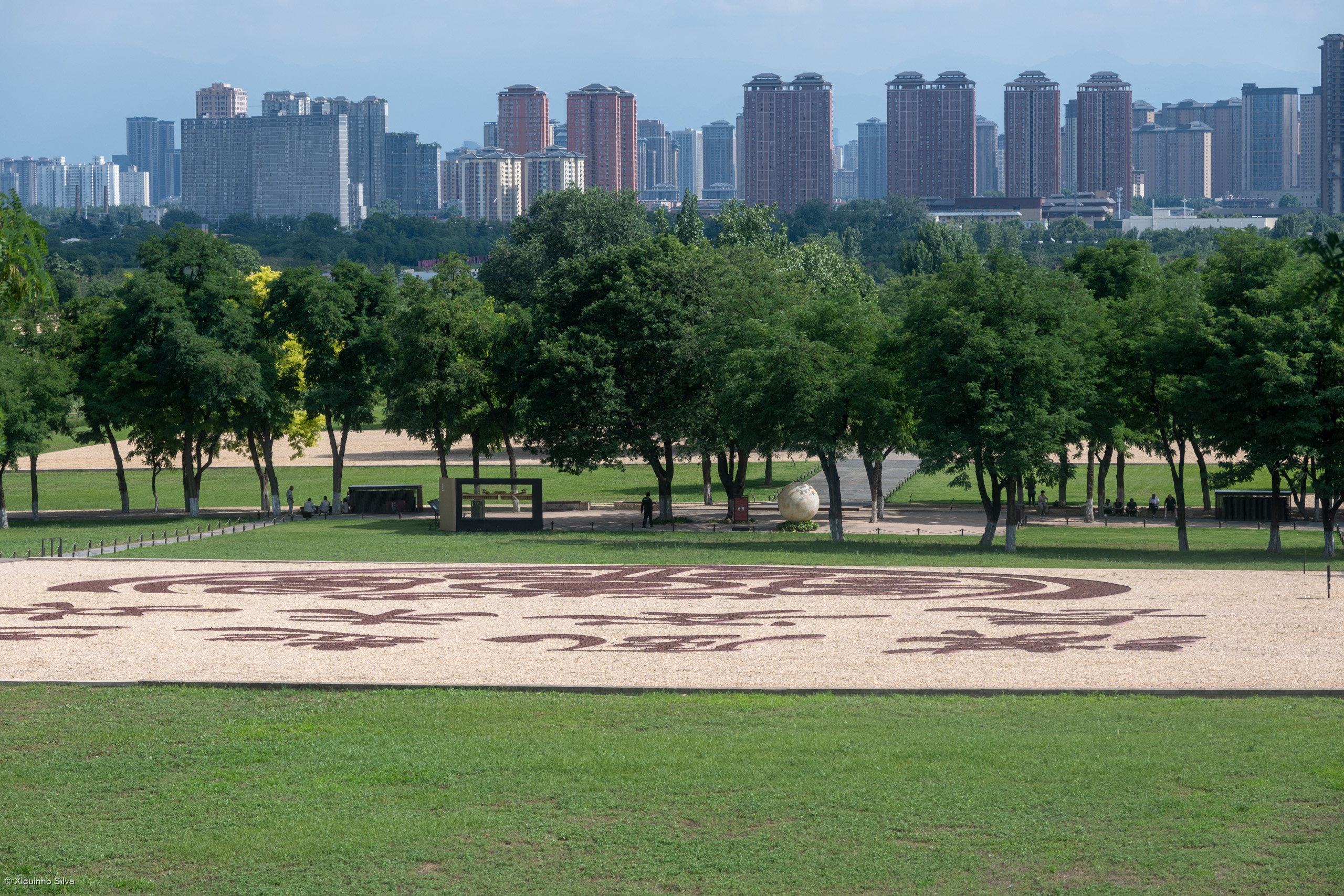
未央宫前殿遗址

### 前殿
前殿位于未央宫的中心，是未央宫的核心建筑，是皇帝处理政务的主要场所。该殿建于龙首山的山丘之上，其所处的台基早在新石器时期就已出现，曾是秦王所修建的章台所在地，萧何主持修建时对其做了部分修整。台基南北长350米，东西长200米。台基由南向北可分为三个逐渐升高的台面，每一层平面原来都建有一座大殿。其中南侧的高1至5米，南北长140米，东西长200米；中部的高5至10米，南北长120米，东西长180米，是原前殿的正殿所在平面；北侧的高15米，南北长110米，东西长165米。前殿坐北朝南，台基上建有多座宫殿，南侧平台上建有多座慢道和方形廊房，台基周围还建有多座配房。台基上的配房里住的是西汉皇室禁军，负责执勤。

### 椒房殿
椒房殿因其宫墙壁以椒粉和泥涂抹而得名，这样的宫殿内壁成暖色，且殿内空气芳香。其位于前殿以北360米的位置，编号为未央宫第二号遗址。现存夯土台基为长方形，东西长50余米，南北长30余米。台基四周有壁柱，现存部分壁柱的柱础石。台基周围原建有砖铺回廊，回廊外设有散水。正殿坐北朝南，南门外两侧设有双阙，两阙据现存遗址判断相距23.5米。正殿东西两侧各有一条上殿慢道。正殿北侧与内院相邻，内院呈长方形，四周建有廊道和散水，东西两侧有残存的台基、院落、巷道和厢房遗址，其中这里的巷道遗址是首次在宫殿群内发现。整座椒房殿有完善的排水设施。

### 官署
中央官署在发掘中编号为第三号遗址，是未央宫内的一座独立院落。官署遗址在前殿遗址西北880米，西侧距离未央宫西宫墙105米。其院落平面呈长方形，东西长134米，南北长65.5米，院墙宽1.5至2.7米。四面围墙内外均有加固用的壁柱。除东墙外另外三面墙外均有回廊。院落内中部偏东的位置有一条排水渠，将院落分为东西两部分。东院北墙东段和西墙南段各开一门，院内有南北并列的两排房屋，每排房屋各分3座，每排房屋的南侧均建有天井，每座房屋基址都遗存有楼梯痕迹。西院南墙东段和东墙南端各开一门，其内的房屋布局和东院基本相似，不同点在于两排房屋之间的位置建有两座天井。

### 少府
少府是西汉负责财政的部门，其建筑遗址在发掘中的编号为第四号遗址，位于椒房殿以西350米，前殿西北400米的位置，主体建筑为南殿和北殿，坐北朝南，其中南殿为正殿，东西长46.1米，南北长17.5米，面阔七间，进深两间。北殿位于南殿之内，属于南殿的内殿，与南殿共用北墙。北殿东西长31米，南北长12.9米，面阔五间，进深两间。此外南殿之外还有多座附属建筑、廊道、院落和水池的遗迹。

### 石渠阁
石渠阁得名于其下的砻石砌筑的渠道，是秦亡之后汉代收藏秦宫图书典籍和档案的地方，自汉成帝之后石渠阁成为汉朝政府存放国家档案的地方。其遗址位于未央宫的西北角，北侧距离北宫墙45米，西侧距离西宫墙500米。夯土台基高7米，底部东西长60米，南北长50米，台基周围建有回廊。

### 天禄阁
天禄阁是西汉收藏典籍的地方，藏书最多时有3,090卷。这里是司马迁撰写《史记》的重要文献来源地。距离北宫墙60米，西侧距离石渠阁520米，南侧距离前殿720米。现存天禄阁的台基高6米至7米，底部平面呈正方形，边长20余米。天禄阁四周也建有围廊。

### 沧池
沧池得名于其池水清澈，色泽为苍色而得名。这个湖是未央宫内的人工水库，是皇帝的游乐场，也是水循环和降温的地方。位于未央宫的西南，南侧紧邻南宫墙，西侧距离西宫墙700米。整座沧池东西长400米，南北长500米，池面面积0.196平方公里，池水引自泬水，从西侧自明渠引入。池水自沧池北部流出，经过前殿、椒房殿和天禄阁外侧之后流出未央宫。池水正中堆有一座假山，是为渐台。

### 西南角楼
西南角楼是未央宫的防御型建筑之一，位于未央宫宫墙的西南角，整体呈曲尺形，阔面东西长67米，南北长31米；内面东西长57米，南北长19米。台基北部有进出角楼的慢道，慢道北侧有散水。台基上残留有壁柱的痕迹，角楼北侧建有水井和砖池。

## 出土文物
各个建筑遗址均发掘有板瓦、筒瓦、瓦当、砖等建筑材料，不同遗址的砖和瓦当上铭文和花纹不尽相同。此外，前殿遗址在考古发掘中出土有陶罐、陶豆、陶釜等生活用品，以及铜镞、铜弩机、铁刀、铁镞、铁铠甲等兵器。另外方志内还出土有五铢、大泉五十和货泉等货币，另有一批被火烤过的木简，其上内容主要与医学相关。其中一只木简上写有“冯宗山女方”字样。椒房殿遗址如原用于铺设地面的素面方砖、回纹形方砖和空心砖，以及大量板瓦、筒瓦和瓦当。官署遗址内出土了磨石、石磨等石质工具，灯、碗、盘、盆、甑、奁等陶器，生产工具、兵器、车马器等铁器，半两、五铢、大布黄千、大泉五十、布泉、小泉直一等货币，以及五万多枚刻字骨签。这些骨签长6.8至7.2厘米,宽约2.1至3.2厘米，厚约0.2至0.4厘米，主要材质为牛骨，其上刻有文字。据考释这批骨签应为各地向皇宫进献物品时的档案资料。少府内出土釜、钵、弹丸、陶饼等陶器，钉、钩、锛等铁器，遗迹发叉、铺首、带钩等铜器。西南角楼内发现了大量疑似守卫人员遗留的陶器等生活物品。